# إيسميني

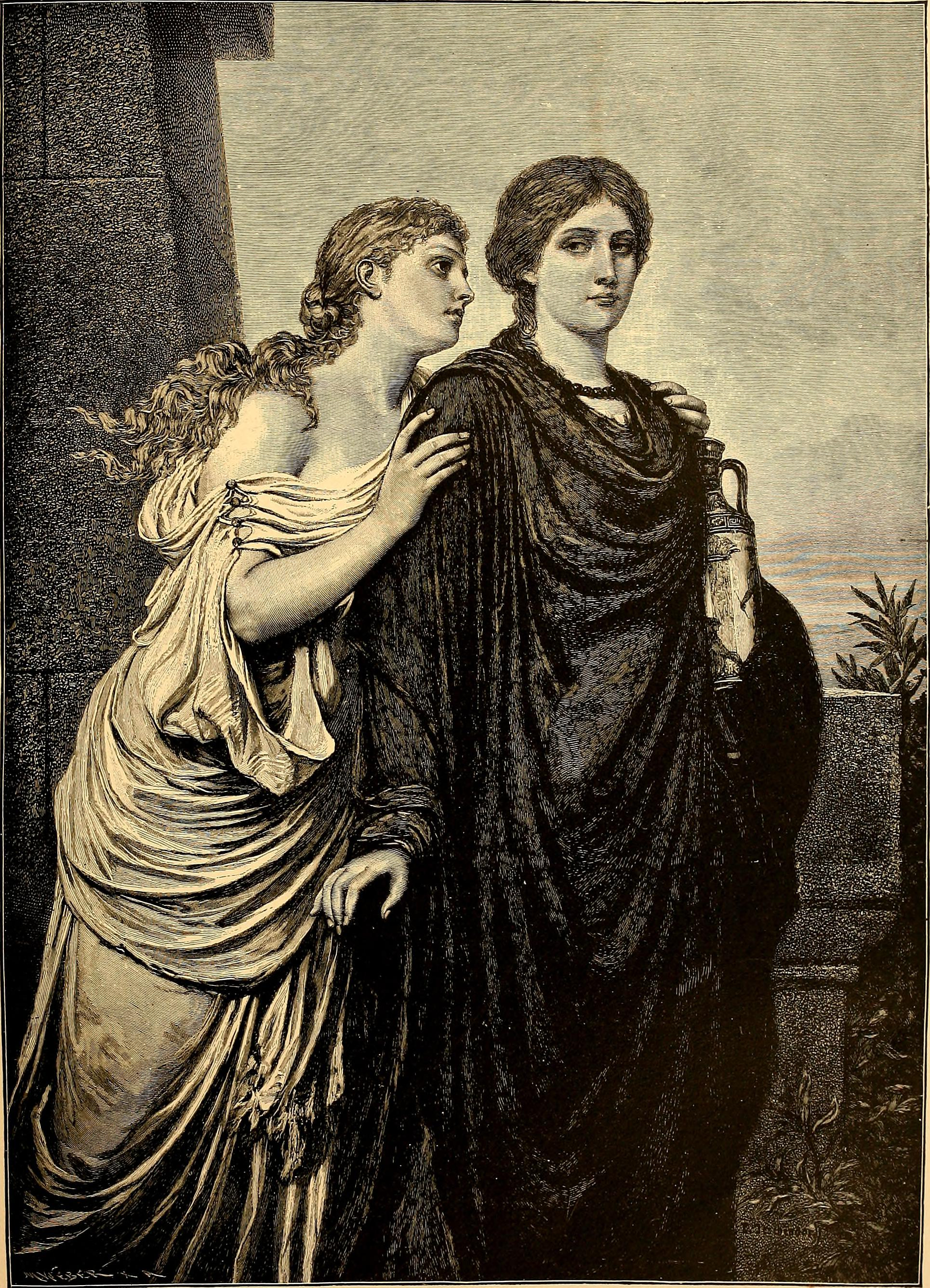
أنتيجون وإيسميني، من رسم إميل تيشندورف (1892)

«إيسميني» تُلفظ /ɪsˈmiːniː/؛ (باليونانية القديمة: Ἰσμήνη)، (Ismēnē) هي الابنة والأخت غير الشقيقة لـ أوديب، ابنة وحفيدة جوكاستا، وأخت أنتيجون، إيتوكليس، وبولينيسيس. ظهرت في عدة مسرحيات لـسوفوكليس: في نهاية «أوديب ملكا»، وفي «أوديب في كولونوس» وفي «أنتيجون». تظهر أيضًا في نهاية مسرحية إسخيلوس «سبعة ضد طيبة».